# بلد الشيخ
بلد الشيخ قرية فلسطينية مهجرة تقع في الجنوب الشرقي لمدينة حيفا.

## الموقع
تقع إلى الجنوب الشرقي من مدينة حيفا وتبعد عنها 7 كم وترتفع 75م عن سطح البحر ويعود اسمها نسبة إلى الشيخ السهلي الصوفي، حيث منحه السلطان سليم الأول يوم الفتح العثماني جباية القرية. بلغت مساحة أراضيها 9849 دونماً. قدر عدد سكانها عام 1922 حوالي (407) نسمة وفي عام 1945 ارتفع إلى (4120) نسمة، وتحتوي القرية على آثار محلة وصهاريج، كما تضم القرية قبر عز الدين القسام.
تقع القرية غربيّ الطريق العام الواصل حيفا بجنين وكذلك غربي سكة الحديد الواصلة لسمخ، على بعد نحو نصف كيلومتر كان هناك مدرج طيران يقع غربي القرية. عام 1859 زار إدوارد روجرز نائب القنصل البريطاني القرية وقال أن عدد سكان بلغ في حينها 350 شخص، زار غيرن وهو رحالة فرنسي البلد عام 1875 وقدر عدد سكانها نحو 500 شخص ورأى عددا من أشجار الزيتون والنخيل والينابيع شمال القرية، كانت ثاني كبرى القرى في قضاء حيفا بعد الطيرة، كان في القرية محطتا وقود وعدد من المقاهي وقد أقيمت فيها مدرسة ابتدائية عام 1887 وحتى حلول عام 1948 كان في القرية ثلاث مدارس، وكان في القرية معصرة واعتاش أهالي القرية من الزراعة وفلاحة الأرض وتربية المواشي وقسم كبير منهم كان يعمل في المصانع في حيفا.

## التهجير
قامت العصابات الصهيونية بهدم القرية بعد إجراء المذابح في أهلها وشردتهم وقد بلغ عددهم عام 1948 حوالي 4,779 نسمة، حيث قتلت قوات البلماح أكثر من 60 قتيلا وكان من بينهم نساء وأطفال وجاءت هذه المجزرة ردا على عملية قامت بها العمال الفلسطينيون في مصفاة النفط في حيفا وجاءت عملية العمال ردا على عملية الإرجون الذي ألقى قنبلة باتجاه عمال فلسطينيين في مصفاة النفط وقد قتل 6 عمال وجرح 42 عمال، وجراء وبعد مجزرة بلد الشيخ قتل العمال الفلسطينيون 41 عاملا يهوديا في مصانع مصفاة النفط. ومن 7 كانون الثاني/يناير أخليت القرية واحتلت في 22 نيسان/أبريل عند احتلال مدينة حيفا و24 نيسان/أبريل حاصرت وهددت الهاغاناه سكّان القرية ان لم يسلموا أسلحتهم ستقتحم القرية، سلّم السكّان 22 بندقية وطلبوا هدنة إلا أن الهاغاناة رفضت ذلك إلا بتسيلم باقي الأسلحة وعند الساعة الخامسة صباحا فتحت النيران ومدافع الهاون على القرية، أخلت القوات البريطانية القرية وفرّ قسم من السكّان المذعورين لمدينة عكا وكان ذلك في 25 نيسان/ أبريل عام 1948.

## القرية اليوم
استوطن المهاجرون الصهاينة القرية سنة 1949 وأطلقوا عليها اسم «تل حنان» وهي الآن جزء من مستعمرة «نيشر». لم يبق من القرية سوى بيتين لعائلة السهلي تحولا فيما بعد لكنس يهودية في حارة الراف موحا، ومقبرة القرية المدفون فيها عز الدين القسام بجانب ملعب نيشر، ومقبرة آل السهلي شمالي القرية ما زالت محاطة بسور تقع خلف مدرسة ابتدائية، وما زالت هناك بيت في الحارة الغربية قائم وآخر مهدوم تعلوه الأشواك البرية.

## إحصاءات وحقائق
| إحصاءات وحقائق                       | القيمة                                                          |
| ------------------------------------ | --------------------------------------------------------------- |
| تاريخ الاحتلال الصهيوني              | 25 نيسان 1948                                                   |
| البعد عن مركز المحافظة               | 7 كم جنوب شرقي حيفا                                             |
| متوسط الارتفاع                       | 75 متر                                                          |
| العملية العسكرية التي نفذت ضد البلدة | بعور شومتز                                                      |
| الكتيبة المنفذة لللعملية العسكرية    | كرملي                                                           |
| سبب النزوح                           | نتيجة اعتداء مباشر من القوات الصهيونية                          |
| مدى التدمير                          | أغلبية البيوت مدمرة، وعلى الأقل تم اغتصاب بيتين من قبل الصهاينة |
| أعمال إرهابية                        | تم ارتكاب مذبحة ضد سكان البلدة                                  |
| التطهير العرقي                       | تم تطهير البلدة عرقيا بالكامل                                   |

## ملكية الأرض
| الخلفية العرقية | ملكية الأرض بالدونم |
| --------------- | ------------------- |
| فلسطيني         | 5,844               |
| تسربت للصهاينة  | 285                 |
| مشاع            | 3,720               |
| المجموع         | 9,849               |

## استخدام الأراضي عام 1945
| نوع المساحة المستخدمة    | فلسطيني/دونم | يهودي/دونم |
| ------------------------ | ------------ | ---------- |
| مزروعة بالبساتين المروية | 368          | 0          |
| مزروعة بالزيتون          | 418          | 0          |
| مزروعة بالحبوب           | 4,563        | 78         |
| مبنية                    | 241          | 0          |
| صالحة للزراعة            | 4,931        | 78         |
| بور                      | 4,392        | 207        |

## التعداد السكاني
| السنة                     | نسمة   |
| ------------------------- | ------ |
| في القرن 19               | 350    |
| 1922                      | 407    |
| 1931                      | 747    |
| 1945                      | 4,120  |
| 1948                      | 4,779  |
| تقدير الاجئين في عام 1998 | 29,349 |

## عدد البيوت
| السنة | عدد البيوت |
| ----- | ---------- |
| 1931  | 144        |
| 1948  | 921        |

ويذكر ان البلدة كان فيها مدرسة للذكور اُسست في عام 1887.

## معرض صور

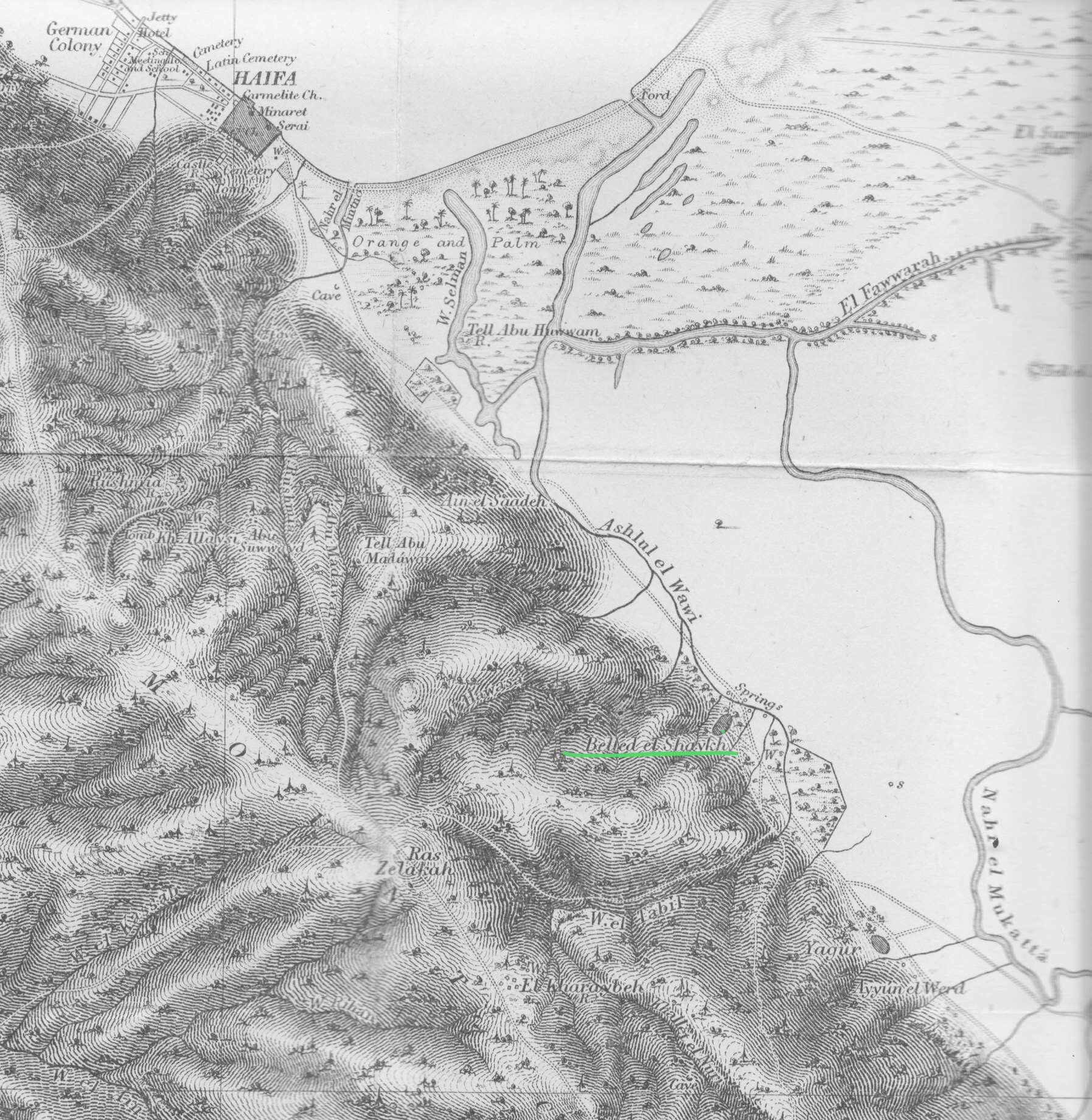
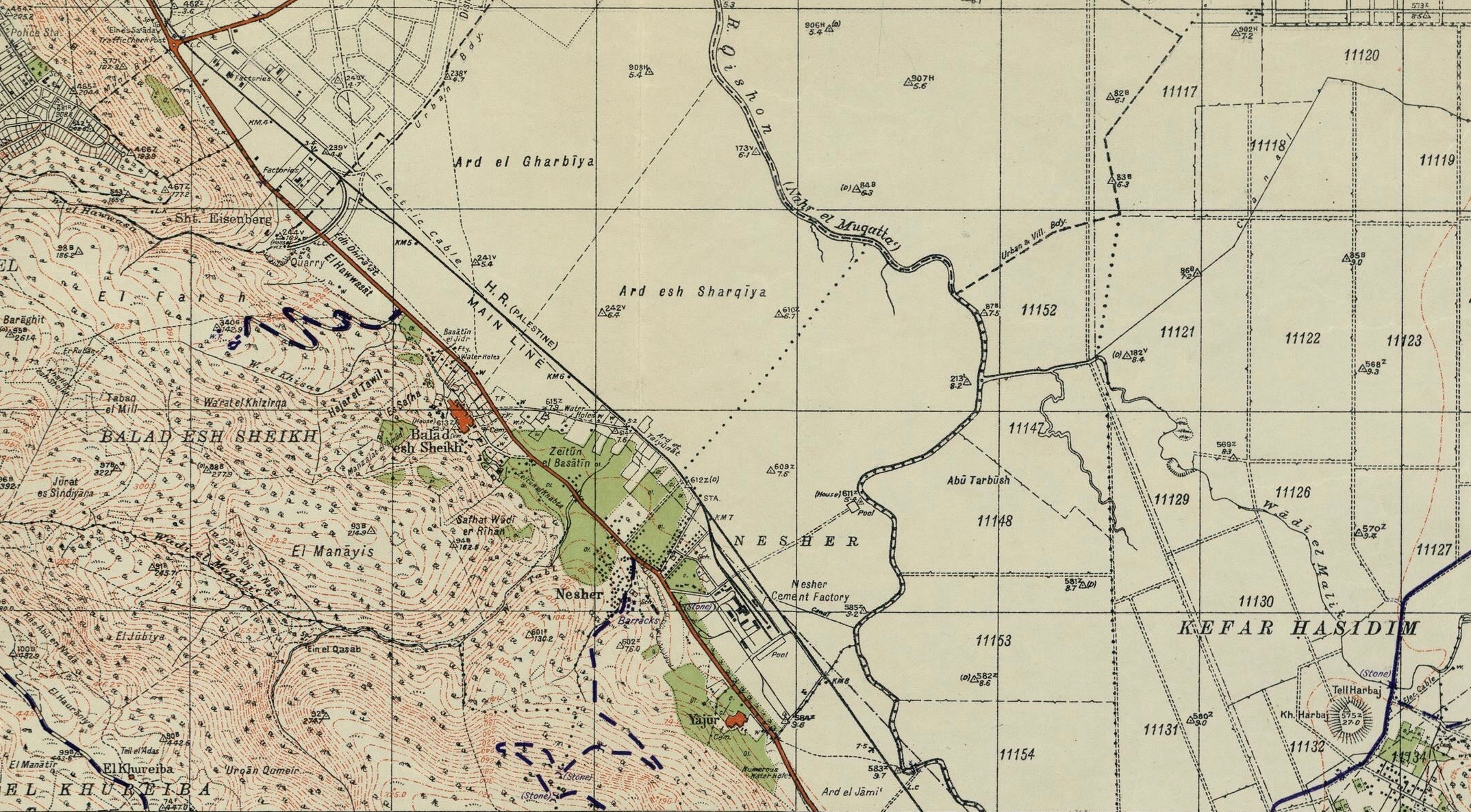
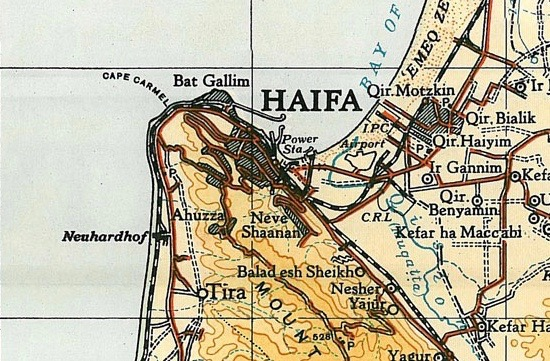